# گمینا ژموچ
گمینا ژموچ (به لهستانی:  Gmina Żmudź) یک گمینا در لهستان است که در شهرستان خوم واقع شده‌است. گمینا ژموچ ۱۳۵٫۸۳ کیلومتر مربع مساحت و ۳٬۳۹۷ نفر جمعیت دارد.